# Landtagswahlkreis Mühlviertel
Der Wahlkreis Mühlviertel (Wahlkreis 5) ist ein Wahlkreis in Oberösterreich, der die politischen Bezirke Freistadt, Perg, Rohrbach und Urfahr-Umgebung umfasst. Der Wahlkreis entspricht dabei weitgehend dem geographischen Mühlviertel, jedoch ohne dem nördlichen Teil von Linz. Bei der Landtagswahl 2021 waren im Wahlkreis Mühlviertel 220.669 Personen wahlberechtigt, wobei bei der Wahl die Österreichische Volkspartei (ÖVP) mit 41,69 % als stärkste Partei hervorging.

## Geschichte
Der Wahlkreis Mühlviertel wurde mit dem Gesetz Nr. 29 vom 18. März 1925 im Zuge der Änderung der Landtagswahlordnung vom 18. März 1919 geschaffen. Per Gesetz wurde der Wahlkreis aus den Gerichtsbezirken Aigen, Freistadt, Grein, Lembach, Leonfelden, Mauthausen, Neufelden, Prägarten, Rohrbach und Unterweißenbach gebildet, wobei Freistadt als Sitz der Wahlbehörde festgelegt wurde. Hatte die Landtagswahlordnung von 1919 noch acht Wahlkreise vorgesehen, so war die Anzahl der Wahlkreise mit der Gesetzesänderung von 1925 auf fünf reduziert worden. Der Wahlkreis Mühlviertel entstand dabei aus dem Wahlkreis Rohrbach (Wahlkreis 2) und dem Wahlkreis Freistadt (Wahlkreis 3).
1949 wurde das Gebiet des Wahlkreises schließlich mit dem Wahlkreis 16 der Nationalratswahlordnung gleichgesetzt, der dasselbe Gebiet umfasste.
Mit der Oö. Landtagswahlordnungsnovelle 1967 wurde das Gebiet des Wahlkreises geändert. Der Wahlkreis umfasste nun die Bezirke Freistadt, Rohrbach und Perg, vom Bezirk Urfahr-Umgebung verblieben nur die Gemeinden Bad Leonfelden, Haibach im Mühlkreis, Oberneukirchen, Ottenschlag im Mühlkreis, Reichenau im Mühlkreis, Reichenthal, Schenkenfelden, Vorderweißenbach und Zwettl an der Rodl beim Wahlkreis Mühlviertel. Der übrige Teil des Bezirks Urfahr-Umgebung fiel dem Wahlkreis Linz und Umgebung zu.
Mit der Oö. Landtagswahlordnungsnovelle 1971 wurde das Gebiet des Wahlkreises schließlich auf die heutige Größe vergrößert, wobei neben den bereits zugehörigen Bezirken Freistadt, Rohrbach und Perg auch der gesamten Bezirk Urfahr-Umgebung an den Wahlkreis Mühlviertel gelangte.

## Wahlergebnisse
| Landtagswahlen in Landtagswahlkreis Mühlviertel 1985 bis 2021 | Landtagswahlen in Landtagswahlkreis Mühlviertel 1985 bis 2021 | Landtagswahlen in Landtagswahlkreis Mühlviertel 1985 bis 2021 | Landtagswahlen in Landtagswahlkreis Mühlviertel 1985 bis 2021 | Landtagswahlen in Landtagswahlkreis Mühlviertel 1985 bis 2021 | Landtagswahlen in Landtagswahlkreis Mühlviertel 1985 bis 2021 | Landtagswahlen in Landtagswahlkreis Mühlviertel 1985 bis 2021 | Landtagswahlen in Landtagswahlkreis Mühlviertel 1985 bis 2021 | Landtagswahlen in Landtagswahlkreis Mühlviertel 1985 bis 2021 |
| Wahltermin                                                    | GM*                                                           |                                                               | ÖVP                                                           | SPÖ                                                           | FPÖ                                                           | GRÜNE                                                         | Sonstige                                                      |                                                               |
| ------------------------------------------------------------- | ------------------------------------------------------------- | ------------------------------------------------------------- | ------------------------------------------------------------- | ------------------------------------------------------------- | ------------------------------------------------------------- | ------------------------------------------------------------- | ------------------------------------------------------------- | ------------------------------------------------------------- |
| 6. Oktober 1985                                               |                                                               | Stimmenanteile (%)                                            | 64,10                                                         | 29,55                                                         | 02,49                                                         | 1,09                                                          | 2,78                                                          |                                                               |
| 6. Oktober 1985                                               | 10                                                            | Grundmandate                                                  | 6                                                             | 3                                                             | 0                                                             | 0                                                             | 0                                                             |                                                               |
| 6. Oktober 1991                                               |                                                               | Stimmenanteile (%)                                            | 57,23                                                         | 25,68                                                         | 11,72                                                         | 2,37                                                          | 2,99                                                          |                                                               |
| 6. Oktober 1991                                               | 10                                                            | Grundmandate                                                  | 6                                                             | 2                                                             | 1                                                             | 0                                                             | 0                                                             |                                                               |
| 5. Oktober 1997                                               |                                                               | Stimmenanteile (%)                                            | 53,11                                                         | 23,62                                                         | 14,49                                                         | 5,25                                                          | 3,53                                                          |                                                               |
| 5. Oktober 1997                                               | 11                                                            | Grundmandate                                                  | 6                                                             | 2                                                             | 1                                                             | 0                                                             | 0                                                             |                                                               |
| 28. September 2003                                            |                                                               | Stimmenanteile (%)                                            | 50,45                                                         | 34,39                                                         | 05,62                                                         | 8,86                                                          | 0,68                                                          |                                                               |
| 28. September 2003                                            | 11                                                            | Grundmandate                                                  | 5                                                             | 3                                                             | 1                                                             | 0                                                             | 0                                                             |                                                               |
| 27. September 2009                                            |                                                               | Stimmenanteile (%)                                            | 52,72                                                         | 22,66                                                         | 12,01                                                         | 9,19                                                          | 0,41                                                          |                                                               |
| 27. September 2009                                            | 11                                                            | Grundmandate                                                  | 6                                                             | 2                                                             | 1                                                             | 1                                                             | 0                                                             |                                                               |
| 27. September 2015                                            |                                                               | Stimmenanteile (%)                                            | 42,82                                                         | 16,51                                                         | 25,71                                                         | 10,41                                                         | 4,55                                                          |                                                               |
| 27. September 2015                                            | 11                                                            | Grundmandate                                                  | 4                                                             | 1                                                             | 2                                                             | 1                                                             | 0                                                             |                                                               |
| 26. September 2021                                            |                                                               | Stimmenanteile (%)                                            | 41,69                                                         | 17,02                                                         | 17,13                                                         | 12,43                                                         | 11,74                                                         |                                                               |
| 26. September 2021                                            | 11                                                            | Grundmandate                                                  | 4                                                             | 1                                                             | 1                                                             | 1                                                             | 0                                                             |                                                               |

*GM = Anzahl der möglichen Grundmandate